# Frédéric Mazzella
Pour les articles homonymes, voir Mazzella.
Frédéric Mazzella, né le 9 mars 1976 à Nantes, est un chef d'entreprise français, dirigeant de la plateforme de covoiturage BlaBlaCar.

## Biographie
Fils d'un professeur de mathématiques et d'une professeur de français, il a grandi à Sérigné (Vendée). Il a étudié au collège François Viète (Fontenay-le-Comte) où sa mère était professeur de français, au lycée Rabelais (Fontenay-le-Comte), au lycée Racine (Paris), puis comme boursier au lycée Henri-IV en maths-sup et spé, étant reçu à l'École normale supérieure en physique puis à l'université Stanford (États-Unis) entre 1999 et 2002,,.
En 2006, il rachète covoiturage.fr (devenu BlaBlaCar en 2013), une plate-forme permettant de mettre en relation des personnes souhaitant effectuer un covoiturage. Les débuts sont difficiles (il emprunte 70 000 euros pour sa formation à l'INSEAD, qu'il rembourse en 2013) et il ne se verse son premier salaire qu'en 2009. Xavier Niel dit de Frédéric Mazzella qu'il est « la plus grande star française de l'Internet ». À l'automne 2015, la levée de fonds réalisée par son entreprise le met sur le devant de la scène,. Frédéric Mazella est le président de Comuto (Blablacar), actionnaire majoritaire de l'entreprise de bus low cost BlaBlaCar Bus.
En mai 2015, il lance avec d'autres chefs d'entreprise le mouvement « Reviens Léon, on innove à la maison ! », afin d'inciter les entrepreneurs français expatriés à revenir innover dans leur pays,.
Il est passionné de musique, et, en parallèle de sa carrière professionnelle, a étudié au Conservatoire national de musique de Paris. Il joue de quatre instruments, dont le violon et le piano.
À l'automne 2016, tout en restant président du conseil d’administration, il transmet la direction générale de BlaBlaCar à Nicolas Brusson, afin de se concentrer sur les futures innovations de l'entreprise.
Le 22 novembre 2018, il est élu co-président de l'association France Digitale.
En janvier 2020, il fait partie du jury d'investisseurs de l'émission Qui veut être mon associé ?, diffusée sur M6.
À partir de septembre 2022, il anime (avec Stéphanie Coleau) l'émission Les pionniers sur BFM Business.
Après avoir fondé BlaBlaCar, Frédéric Mazzella s'est tourné vers le mécénat d'entreprise en cofondant Captain Cause, une plateforme collaborative visant à connecter les entreprises avec des associations œuvrant pour des causes sociales et environnementales.